# Astartea astarteoides
Astartea astarteoides är en myrtenväxtart som först beskrevs av George Bentham, och fick sitt nu gällande namn av Barbara Lynette Rye. Astartea astarteoides ingår i släktet Astartea och familjen myrtenväxter. Inga underarter finns listade i Catalogue of Life.